# 가요시대 (대구교통방송)
이정윤의 가요시대는 TBN 대구교통방송, TBN 경북교통방송(대구 FM 103.9, 김천 FM 95.9MHz)에서 평일 저녁 7시부터 7시 55분까지 방송되었던 음악 프로그램이다. 2023년 4월 7일 자로 2년만에 폐지되었다.

## 프로그램 소개
- 청취자 여러분의 기억 속에 늘 푸르게 자리 잡은 청춘시절과 그 시절에 즐겼던 7080가요를 소환해 지친 하루에 위로와 휴식이 되는 가요 힐링 시간

## 코너소개

### 월요일
- 요즘 트렌드, 요즘 이 노래

### 화요일
- 생각이 켜진 밤

### 수요일
- 너에게 필요한 멜로디

### 목요일
- 듀엣곡 열전

### 금요일
- 불금 & 드라이빙 뮤직